# Eruguera ventrenegra
L'eruguera ventrenegra (Edolisoma montanum) és una espècie d'ocell de la família dels campefàgids (Campephagidae).

## Hàbitat i distribució
Habita els boscos de les muntanyes de Nova Guinea.